# 阿方索·里貝羅
阿方索·里貝羅（英語：Alfonso Lincoln Ribeiro Sr.，1971年9月21日—），千里達及托巴哥裔美國男演員、喜劇演員、舞者、歌手、導演、遊戲節目主持人、電視名人。他曾經在情景喜剧《銀匙羹》（Silver Spoons）中飾演阿方索·斯皮爾斯（Alfonso Spears）以及在《新鲜王子妙事多》（The Fresh Prince of Bel-Air）中飾演卡尔顿·班克斯（Carlton Banks）。他是《歡笑一籮筐》（America's Funniest Home Videos）的現任主持人（第四代），接替擔任了15年的第三代主持湯姆·伯杰龍（Tom Bergeron）。

## 早年生活
阿方索生於紐約市，在布朗克斯長大。其父母擁有千里達及托巴哥血統。

## 外部連結
- 阿方索·里貝羅在互联网电影资料库（IMDb）上的資料（英文）
- Alfonso Ribeiro at Yahoo! Movies
- 阿方索·里貝羅的X（前Twitter）
- 互聯網百老匯資料庫（IBDB）上阿方索·里貝羅的資料（英文）
- 阿方索·里貝羅的Instagram帳戶